# Conglomeraat (bedrijf)
Een conglomeraat is een groot bedrijf dat uit verschillende divisies bestaat die niet met elkaar in verband staan.
Conglomeraten ontstonden uit het idee dat diversificatie van de activiteiten de stabiliteit van een bedrijf kan vergroten - als één activiteit slecht presteert, kan een andere wellicht bloeien. In de jaren 70 van de twintigste eeuw maakte die redenering opgang, maar dit bleek niet altijd een waarborg voor succes. De koers van conglomeraten bleef veelal achter bij wat analisten berekenden voor de optelsom van de verschillende onderdelen, wanneer zij onafhankelijke bedrijven waren geweest. Als oorzaak werd gezien dat de concernleiding door het enorme scala aan divisies en activiteiten het overzicht kwijtraakte, waardoor ze minder efficiënt leiding kon geven. Met andere woorden: specialisatie achtte men efficiënter dan generalisatie.
Mediaconglomeraten leveren door de synergie die ze weten te ontwikkelen vaak goede prestaties.
Het vormen van conglomeraten op onderwijsgebied, dat aan het eind van de 20e eeuw door het aangaan van fusies veelvuldig plaatsvond, wordt anno 2014 als minder gewenst beschouwd. Sommige organisaties worden weer in zelfstandige eenheden gesplitst.

## Voorbeelden
- General Electric uit de Verenigde Staten wordt beschouwd als een succesvol voorbeeld, al liet de kredietcrisis de financiële tak van het bedrijf niet onberoerd.
- Tata-groep uit India is ook een schoolvoorbeeld van een conglomeraat. Zij bezitten veel verschillende dochterbedrijven. Algemeen bekenden hiervan zijn bijvoorbeeld Tata Steel IJmuiden, Tata Motors (bezit Jaguar en Land Rover) en Air India (voorheen Tata Air Lines).

## Vergelijkbare termen
- Holding
- Keiretsu en Zaibatsu (in Japan)
- Chaebol (in Zuid-Korea)